# Das Märchen vom Schädel
Das Märchen vom Schädel ist ein adygeisches Märchen vom Stamm der Temirgojer.

## Handlung
Ein alter Effendi namens Hassan, der Dienst in der Moschee tat und auch in entfernten Aulen als geschickter Arzt galt, hatte eine Tochter, die auf den Namen Fatma hörte und die sich ebenfalls für die Heileigenschaften der Gräser und Wurzeln interessierte. Eines Tages, nachdem Hassan aus einem fernen Aul nach Hause zurückkehrte, fand er einen menschlichen Schädel an dem der Neugierige eine Inschrift entdeckte, die besagte, dass durch den Knochen noch sieben Mann umkommen sollen. Hassan verbrannte den Schädel daraufhin und schüttete die Asche in ein Tuch, das er, fest zusammengebunden, in seiner Hausapotheke versteckte. Später beschloss er dann die mehr als einjährige Pilgerfahrt nach Mekka anzutreten, also überließ er seiner Tochter seine ganze Habe und riet ihr sich mit den Heilkräutern zu beschäftigen, um die Traurigkeit, ob seines Weggehens, zu überwinden. Den Rat ihres Vaters befolgend, stieß Fatma auf das versteckte Tuch und unterzog den seltsamen Inhalt einem Geschmackstest, wodurch sie kurz darauf schwanger wurde.
Nachdem Fatma einen Knaben geboren hatte, kehrte auch Hassan von seiner Pilgerfahrt heim, dem Fatma, beim Schwur auf den Koran, ihre Schwangerschaft erklärte und so nahm er seinen Enkel, der Isaak genannt wurde, liebevoll an. Als Isaak dann zwölf Jahre alt war, wollte ein reicher Kaufmann den ungewöhnlich schönen Knaben kaufen und erwarb ihn auch, da er den verlangten Preis von dreihundert Goldtumanen, den Fatma für unzahlbar hielt, sofort akzeptierte und sie sowie ihr Vater ihr Wort nicht mehr zurücknehmen konnten. Dem Kaufmann, der Isaak mitnahm, ihn sehr liebte und erzog sowie von Lehrern unterrichten ließ, wurden dann von einem kinderlosen Paar tausend Goldrubel für den schönen Jüngling geboten, was er nicht ablehnen konnte. Später dann begegnete Isaak dem Sultan, der ihn, ob seiner Schönheit als künftigen Rivalen fürchtend, damit beauftragte einen Brief zum Befehlshaber der Festung zu bringen. Doch führte der Weg am Sultanschloss vorbei, wo sich seine Blicke mit denen der Sultanstochter kreuzten, die ihn daraufhin zu sich einlud.
Ihn bewirtend, entwendete die Sultanstochter Isaak heimlich den Brief und las, dass der Überbringer augenblicklich hingerichtet werden solle, also ersetzte sie ihn durch einen von ihr geschriebenen, der eine Hochzeit befahl. Der Sultan akzeptierte Allahs Wille dann und gewann seinen Schwiegersohn von Herzen lieb. Dieser wiederum begegnete einmal der Frau des Sultans, die ihn anblickte und lachte, woraufhin Isaak zu sich meinte, dass sie sich verstelle und so täte als ob sie niemals einen anderen Mann angeblickt hätte. Durch Höflinge zur dadurch gekränkten Sultansfrau gebracht, musste Isaak seine Worte vor dem Sultan erklären, der ihm in der Folge erlaubte die Gemächer seiner Frau zu durchsuchen. Sodann fanden sich sieben riesige Truhen auf, mit jeweils einem Mann darin, die allesamt durch Isaaks Säbel den Kopf verloren, sodass sich die Worte des Schädels erfüllten. Die Frau des Sultans fand daraufhin ebenfalls den Tod. Isaak aber wurde Herrscher nachdem der Sultan gestorben war.

## Hintergrund
Das Märchen stammt aus einem Beitrag von V. V. Vasil’kov in der Sammlung Sbornik Materialov dlja opisanija mestnostej i plemen Kavkaza (35, 2, 1905, S. 69–79) und wurde vor 1905 aufgezeichnet. Im Deutschen erhielt es, in Isidor Levins Die Märchen der Weltliteratur – Märchen aus dem Kaukasus (Düsseldorf / Köln 1978), den Titel Das Märchen vom Schädel. Nach Levin ist das Märchen im Arabischen und Türkischen sehr beliebt und sonst nur noch in Armenien und Aserbaidschan zu finden, wobei es wohl aus dem Iran stamme. Zuordnen tat er es nach Wolfram Eberhards und Pertev Naili Boratavs Typen türkischer Volksmärchen dem Typ 100, 1–2 (3): Schädelsohn. Zusätzlich gab er an: + AT 930 II / 910 K, vgl. 875 D.